# Флаг Нуримановского района
Флаг муниципального образования Нурима́новский район Республики Башкортостан Российской Федерации — опознавательно-правовой знак, служащий официальным символом муниципального образования.
Флаг утверждён 14 июля 2006 года и внесён в Государственный геральдический регистр Российской Федерации с присвоением регистрационного номера 3228.

## Описание
«Прямоугольное полотнище с соотношением ширины к длине 2:3, состоящее из трёх горизонтальных полос: верхней белого цвета шириной 7/10 ширины полотнища, средней красного цвета шириной 1/10 ширины полотнища и нижней жёлтого цвета; в центре белой полосы круг жёлтого цвета, окаймлённый малыми треугольниками красного цвета и короткими лучами красного цвета».

## Обоснование символики
В основу композиции флага района положен смысл названия района, которое состоит из двух башкирских слов «нур» и «иман», означающих в переводе на русский язык «луч, сияние» и «вера, совесть».
Белый цвет (серебро) — символ мужества духа нуримановцев, их чистых помыслов и открытости души, надежды и святой веры в светлое будущее, также олицетворяет понятия, которые благозвучно сплелись в основе названия района.
Красный цвет — символ храбрости, мужества и неустрашимости, а также цвет крови, пролитой за Отечество. Солнце — символ истины, провидения, богатства и изобилия, освещающее благие дела трудолюбивых нуримановцев, в домах и душах которых не гаснет добрый свет.
Жёлтый цвет (золото) символизирует справедливость, милосердие, также богатство, знатность, самостоятельность, силу, постоянство и великодушие нуримановцев.